# Brian Weiss
Brian Leslie Weiss (sinh ngày 6 tháng 11 năm 1944) là một bác sĩ tâm thần, nhà trị liệu thôi miên và tác giả người Mỹ chuyên về hồi quy tiền kiếp. Các tác phẩm của ông viết về chủ đề luân hồi, hồi quy tiền kiếp, hậu kiếp và sự tồn tại của linh hồn sau khi chết.

## Học vấn và sự nghiệp
Weiss tốt nghiệp Đại học Columbia năm 1966, rồi thi đỗ Trường Y Đại học Yale năm 1970, hoàn thành khóa thực tập nội khoa tại Trung tâm Y tế Đại học New York, sau đó quay lại Yale làm bác sĩ nội trú hai năm trong khoa tâm thần học. Ông tiếp tục trở thành Trưởng khoa Tâm thần, Trung tâm Y tế Mount Sinai, Miami.

## Thôi miên tiền kiếp và hậu kiếp
Theo lời Weiss cho biết vào năm 1980, một trong những bệnh nhân của ông tên là "Catherine", bắt đầu thảo luận về trải nghiệm tiền kiếp bằng thôi miên trị liệu. Vào thời điểm đó, Weiss không tin vào sự luân hồi nhưng sau khi xác nhận các yếu tố trong những câu chuyện của Catherine thông qua hồ sơ công khai, ông đã bị thuyết phục về sự tồn tại của một yếu tố nhân cách con người sau khi chết. Weiss tuyên bố ông đã thôi miên tiền kiếp cho hơn 4.000 bệnh nhân kể từ năm 1980.
Weiss chủ trương thôi miên hồi quy như một phương pháp trị bệnh hữu hiệu, cho rằng nhiều ám ảnh và bệnh tật bắt nguồn từ trải nghiệm tiền kiếp mà sự thừa nhận của bệnh nhân có thể có tác dụng chữa bệnh. Weiss còn viết về những thông điệp mà ông nhận được từ các "Bậc thầy", hay "linh hồn siêu tiến hóa, phi vật chất", ông cho biết đã giao tiếp với những linh thể này thông qua bệnh nhân của mình. Weiss thường tổ chức các buổi hội thảo và hội nghị chuyên đề trên khắp nước Mỹ nhằm giải thích và chỉ dẫn các kỹ thuật thiền định tự hồi quy.

## Đời tư
Weiss hiện sống chung với vợ của mình tên là Carole ở Miami, Florida, nơi ông chấp bút và tiến hành các buổi hội thảo và hội nghị chuyên đề công khai về chủ đề luân hồi. Con gái ông Amy E. Weiss là đồng tác giả của quyển sách xuất bản năm 2012 Miracles Happen: The Transformational Healing Power of Past-Life Memories.

## Ấn phẩm
- Many Lives, Many Masters: The True Story of a Prominent Psychiatrist, His Young Patient, and the Past-Life Therapy That Changed Both Their Lives (1988). ISBN 0-671-65786-0
- Through Time into Healing: Discovering the Power of Regression Therapy to Erase Trauma and Transform Mind, Body and Relationships  (1993). ISBN 0-7499-1835-7.
- Only Love Is Real: A Story of Soulmates Reunited (1997) ISBN 0-7499-1620-6.
- Messages From the Masters: Tapping into the Power of Love (2001). ISBN 0-7499-2167-6
- Mirrors of Time: Using Regression for Physical, Emotional, and Spiritual Healing (2002). ISBN 1-5617-0929-8.
- Same Soul, Many Bodies: Discover the Healing Power of Future Lives through Progression Therapy (2005).  ISBN 0-7499-2541-8. ISBN 0-7432-6434-7.
- Miracles Happen: The Transformational Healing Power of Past Life Memories (2012) ISBN 978-0-06-220122-5